# 埃尔亚诺 (巴拿马)
埃尔亚诺是巴拿马切波区巴拿马省的一个城市，2010年是人口为2,819。 该市2000年时人口为12,393，1990年时人口为2,839。